# هيو غافني
هيو غافني هو سياسي بريطاني، ولد في 10 أغسطس 1963 في أودينغستن في المملكة المتحدة. نشط حزبياً في حزب العمال الاسكوتلندي ‏. في الانتخابات العامة في المملكة المتحدة 2017، انتخب عضو البرلمان السابع والخمسين للمملكة المتحدة ‏ عن دائرة كوتبريج، كريستون وبيلزهيل وقد انضم خلال فترته النيابية ‏ (8 يونيو 2017 – 6 نوفمبر 2019) للكتلة البرلمانية حزب العمال.